# Khordha (distrikt)
Khordha är ett distrikt i Indien.   Det ligger i delstaten Odisha, i den östra delen av landet, 1 300 km sydost om huvudstaden New Delhi. Antalet invånare är 2 251 673.
Följande samhällen finns i Khordha:
- Bhubaneshwar
- Jatani
- Khurda
- Bānapur